# إستيبان لاموث
إستيبان لاموث (بالإسبانية: Esteban Lamothe)‏ هو ممثل أرجنتيني، ولد في 30 أبريل 1977 في الأرجنتين.

## وصلات خارجية
- إستيبان لاموث على موقع IMDb (الإنجليزية)
- إستيبان لاموث على موقع ألو سيني (الفرنسية)
- إستيبان لاموث على موقع أول موفي (الإنجليزية)
- إستيبان لاموث على موقع قاعدة بيانات الفيلم (الإنجليزية)
- إستيبان لاموث على موقع كينوبويسك (الروسية)